# オレクサンドラ・コヴァリ
オレクサンドラ・アンドリーイヴナ・コヴァリ（ウクライナ語: Олександра Андріївна Коваль、1957年10月20日 - ）は、ウクライナの社会活動家、出版業関係者。リヴィウ出版フォーラム（ウクライナ語: Форум видавців у Львові）(現在のブックフォーラム・リヴィウ)の創設者として知られ、1995年から2018年まで同イベントを運営するNGO「フォルム・ヴィダフツィウ」の会長を務めた。2018年より政府機関ウクライナ・ブック・インスティチュート(ウクライナ語: Український інститут книги)の所長を務めている。

## 経歴

### 生い立ちと学歴
1957年10月20日、リヴィウに生まれる。父はアンドリー・イヴァノヴィチ（1923年 - 1980年）、母はアンナ・ミハイリヴナ・プルス（1924年 - ）。娘のソフィヤ（1989年 - ）がいる。
1979年、リヴィウ林業技術大学を卒業。1980年から1989年まで同大学の研究員として、大気浄化システムや省エネルギー技術の開発に従事した。

### 初期のキャリア
1986年から1989年、リヴィウで気象観測や広告用の気球を設計・製造する協同組合「アエロス」を共同設立。1990年から1992年、リヴィウの出版社「フェニックス」で副編集長を務めた。1992年から1997年、タラス・シェフチェンコ記念ウクライナ語学会「プロスヴィータ」リヴィウ支部の出版社を率いた。

## 経歴
1990年代初頭、ウクライナの経済危機により書籍販売網が壊滅状態にあった中、コヴァリは出版業界の再活性化を目指し、1994年にリヴィウで初の「リヴィウ出版社フォーラム」（現在ブックフォーラム・リヴィウ）を開催した。彼女のリーダーシップの下、ブックフォーラムは東ヨーロッパ最大級の書籍見本市に成長し、ウクライナ文学の国際的認知度向上に大きく貢献した。

### フォルム・ヴィダフツィウ

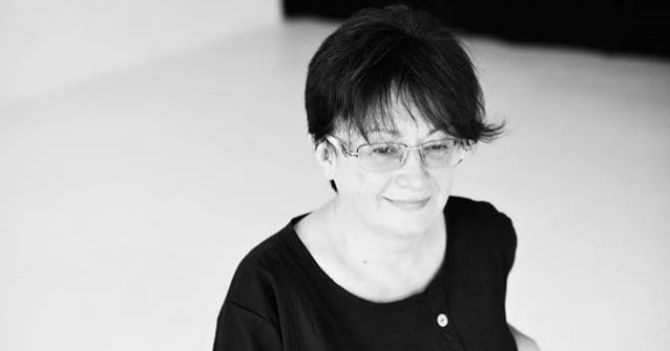
リヴィウ出版フォーラムの会場にて

1995年から2018年まで、NGO「フォルム・ヴィダフツィウ」（ウクライナ語: Форум видавців）の会長を務め、以下のイベントを主催した：
- リヴィウ出版フォーラム（1994年 - ）：ウクライナ最大の書籍見本市(現在、ブックフォーラム・リヴィウ)。
- リヴィウ児童出版フォーラム（2007年 - ）：子ども向け書籍に特化した見本市。
- キエフ出版フォーラム（2005年 - 2006年、2008年）：キエフでの書籍見本市。
- リヴィウ国際文学フェスティバル（2006年 - ）：1997年から全国規模で始まり、後に国際化した文学イベント。
- クヌホマニア（2002年 - ）：全国児童読書コンクール。
- 子どもに本を贈ろう（2006年 - ）：児童養護施設や農村部の学校図書館へ書籍を寄贈する慈善活動。

1995年、ウクライナ出版社・書店協会の共同設立者となり、出版業界の発展に貢献。ウクライナの書籍市場や読書推進に関する多数の記事をメディアに寄稿している。

### ウクライナ・ブック・インスティテュート
2018年7月26日、ウクライナ・ブック・インスティテュートの所長に選出された。同機構は、ウクライナの出版文化の振興や国際的な書籍交流を推進する政府機関である。

## 社会活動
2018年6月、ロシアで収監されたウクライナ人映画監督オレフ・センツォフら政治犯の解放を求める公開書簡を支持。世界の指導者に対し、2018 FIFAワールドカップ開催中のロシア政府への圧力を求める文化人・政治家・人権活動家の運動に参加した。
ウクライナPENの会員でもある。

## 受賞
- ヴァスィーリ・ストゥース賞（2016年）：ウクライナの文化・人権活動への貢献を評価[5]。
- オリガ公妃勲章3等（2018年11月9日）：国家文化・芸術への顕著な貢献と高い専門性に対して[6]。